# فلم سراب
سراب فيلم سينمائي قصير سوري 2017. صُوّر في العاصمة الفرنسية باريس بعنوان «سراب». أدّت فيه دور سيدة مهاجرة من سوريا إلى فرنسا، وفي خضمّ الانتخابات الفرنسية الأخيرة يراودها حلم بأن تصبح أول امرأة تحكم بلداً عربياً.
يتحدث المخرج السوري ملهم أبو الخير في فيلم «سراب» عن «حلم الانتخاب والانتخابات». شاهدوا هذا المقتطف من فيلم سراب وتابعوا ما قاله ملهم أبو الخير في بي بي سي - دنيانا من معهد العالم العربي في باريس.
حينذاك، قال مخرج العمل، ملهم أبو الخير: "لقد اخترنا وجهاً من وجوه الواقع في اللجوء السوري المأسوي والمتمثل في حلم السوريين في الخارج بمستقبل أفضل لبلدهم”.

## طاقم العمل
- إخراج: ملهم أبو الخير
- تصوير: مدحت السعودي
- مونتاج: براينتو زمان
- مدير الإنتاج: شادي أبو فخر

### بطولة وتمثيل

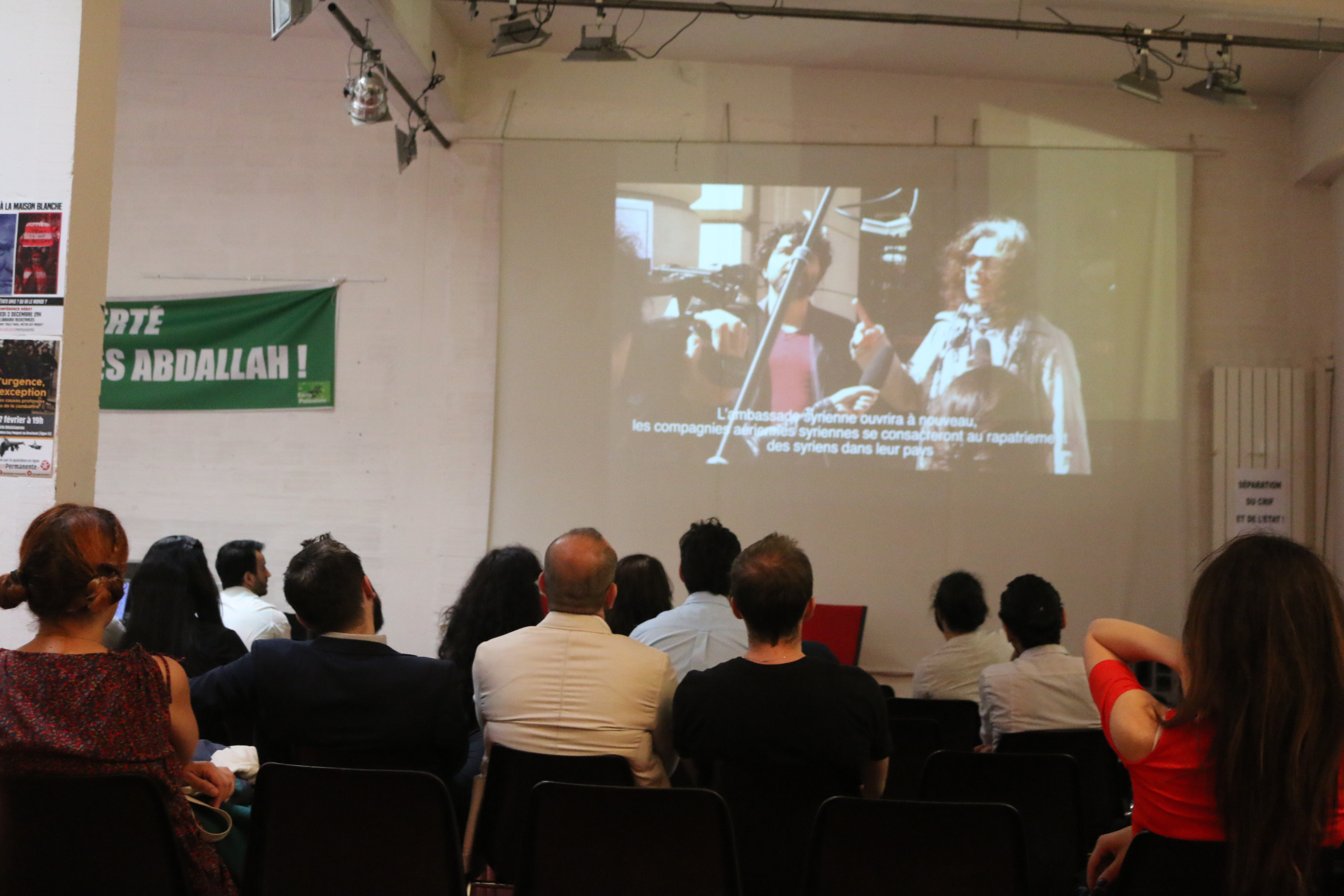

- مي سكاف
- سارة العياري
- ليندا سكافينو

## وصلات خارجية
- مقالات تستعمل روابط فنية بلا صلة مع ويكي بيانات